# Saiyajin
Los saiyajin (サイヤ人 Saiyajin?) son una raza de guerreros pertenecientes al universo ficticio de Dragon Ball. Son extraterrestres físicamente parecidos a los humanos, pero con considerables diferencias: la presencia de una cola de mono, actitud ruda y antipática de todos sus miembros y poder de pelea extraordinario. El protagonista de la serie Son Gokū es de esta raza y muchos de los personajes son o bien sangre pura o híbridos como Son Gohan.

## Características
Los Saiyajin son seres humanoides originarios del planeta Sadala, de contextura física musculosa y temperamento agresivo y combativo. Tienen características físicas que los distinguen de los humanos:
- Su físico es bien trabajado y tonificado debido a las constantes batallas que han tenido y a la elevada gravedad del Planeta Vegeta (10 veces más que la gravedad de la Tierra).
- En su estado base, tienen ojos y cabellos de color oscuro, y mantienen su peinado desde que nacen hasta la adultez, aunque pueden sufrir Calvicie.
- Poseen una cola prensil, similar a la de monos pequeños, que además de poder ser usada en combate, es considerada el punto débil de los Saiyajin si no se entrena correctamente. Además es de suma importancia en ciertos fenómenos que sufren estos sujetos.
- Al tratarse de una especie guerrera, el metabolismo de los Saiyajin es diferente: pueden resistir largas horas de combate, sin embargo, para reponer sus energías necesitan ingerir una irreal cantidad de comida (hasta el equivalente para 30 personas).
- El proceso de envejecimiento de los Saiyajin es mucho más lento que en los humanos, llegando a tener una apariencia joven incluso a una edad avanzada.
- Tras sufrir un daño grave que sea un riesgo para la vida, al reponerse, un Saiyajin incrementará drásticamente su poder. Este fenómeno es conocido como Zenkai (全開).

## Transformaciones

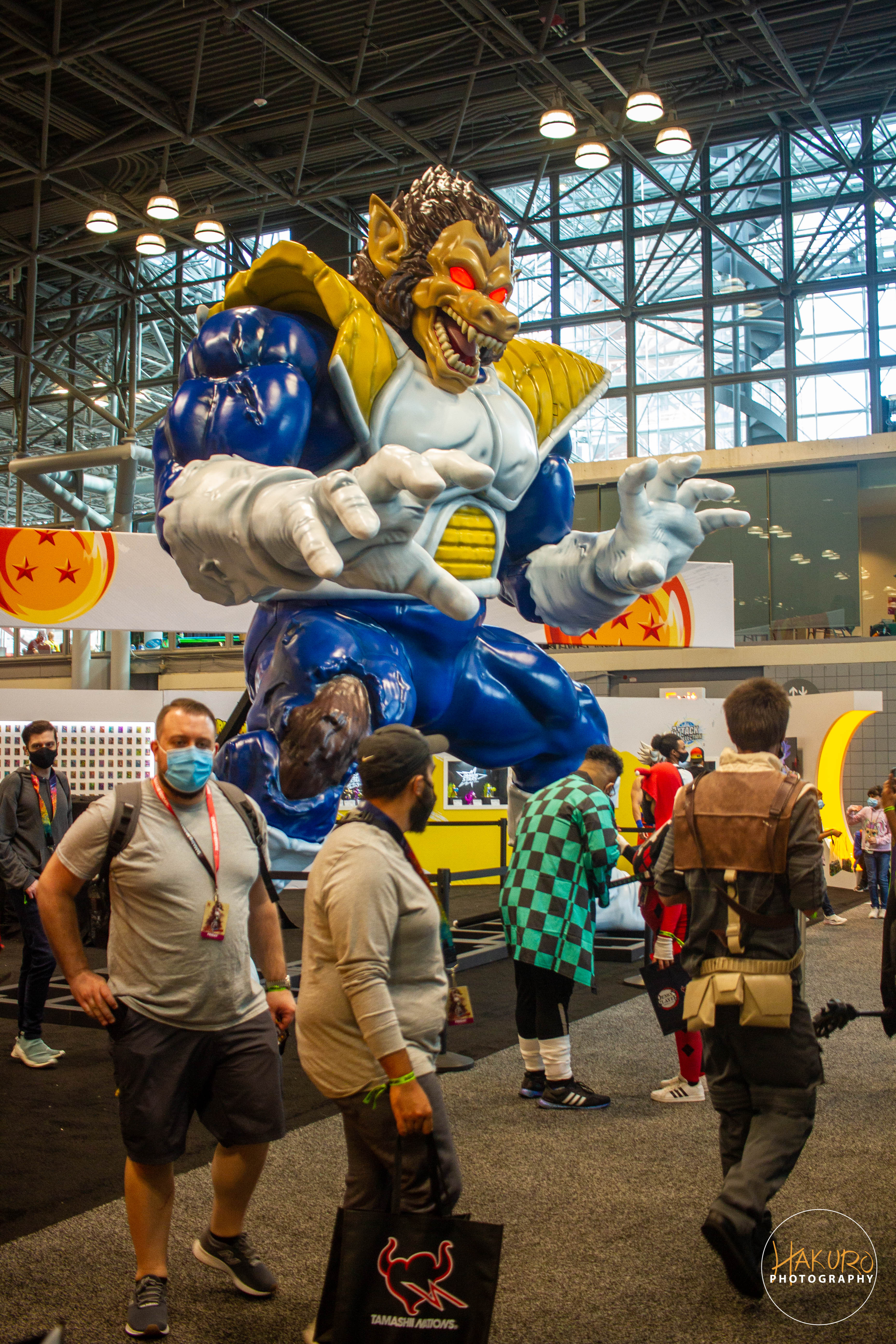
Estatua de Vegeta transformado en Ōzaru.

Para incrementar temporalmente sus poderes, los Saiyajin tiene la habilidad de transformarse.

### Ōzaru
La transformación en Ōzaru (大猿? Gran mono), es la primera que se conoce en la serie. Se da cuando un Saiyajin que posea su cola intacta mira directamente la luna llena en un planeta. Los satélites naturales, al reflejar la luz de sus soles, emiten una radiación muy particular llamada Rayos Blutz (ブルーツ波Ka, Burūtsu-ha) que durante el plenilunio alcanza una saturación de 17 millones de zenos, si durante este periodo los ojos de un saiyajin son irradiados con estos rayos, estimulará una reacción en su cola provocando que el sujeto tome la apariencia de un simio gigante, aumentando su poder 10 veces. La agresividad del individuo aumenta, incluso si es entrenado.

#### Estado iracundo
Un Saiyajin es capaz de aprovechar el incremento de poder del estado Ōzaru sin transformarse. En este estado el individuo se torna irascible y agresivo como si fuera un Ōzaru, solo que su cuerpo se mantiene en tamaño normal, su cabello se eriza y sus ojos se tornan amarillentos.

### Súper Saiyajin
Se conoce como Súper Saiyajin (超スーパーサイヤ人, Sūpā Saiya-jin) a una transformación que sufren ciertos saiyajin cuando se someten a una situación traumática, estrés o un control precoz de su poder. Considerada en un principio como una transformación legendaria, el Super Saiyajin significó luego un elemento icónico de la franquicia.
Esta transformación se divide en fases, a medida que se van rompiendo limitantes en el poder del individuo:
- Super Saiyajin Fase 1: También llamada Super Saiyajin ordinario, básico o Super Saiyajin a secas. Es la transformación original, la primera conocida. El individuo logra concentrar su poder en un punto determinado de su torso (voluntariamente o por un ataque de ira o estrés) y lo libera cambiando su apariencia, se incrementa su masa muscular, su cabello se eriza y se torna dorado al igual que sus cejas y cola (si la poseyera) y sus ojos se vuelven turquesas. Su comportamiento se torna agresivo y presumido y aumentan los deseos de pelear. Dentro de esta fase a su vez se pueden distinguir cuatro estados, más un estado alternativo:
  - Primer Grado: es el que obtiene el individuo al transformarse por primera vez.
  - Segundo Grado (超スーパーサイヤ人じん大だい二に段だん階 Sūpā Saiya-jin Dai Ni Dankai): Se logra con un riguroso entrenamiento basado en el poder. El individuo gana masa muscular, su cabello se torna un poco más erizado, y la conducta tiende a ser ególatra.
  - Tercer Grado (超スーパーサイヤ人じん第だい三さん段だん階 Sūpā Saiya-jin Dai San Dankai): Es exigir el segundo grado al máximo. La musculatura crece desproporcionadamente, el pelo tiende a despeinarse y puede no hacerse visible la pupila de los ojos. El poder no se aprovecha eficientemente y el individuo tiende a ser más lento por el mencionado incremento de la musculatura.
  - Máximo Poder (超スーパーサイヤ人じんフルパワー Sūpā Saiya-jin Furu Pawā): Es simplemente el control total del poder del Super Saiyajin, logrado con entrenamiento tanto físico como mental. El usuario retoma su personalidad habitual y su expresión facial se pone calma. En apariencia, es el primer grado con expresión relajada y cabello dorado pálido.
  - Fuera de control: También llamado Super Saiyajin Berserker. En este estado, el individuo pierde el control de su poder y se convierte en un salvaje. En apariencia es similar al tercer grado, pero su cabello y su aura se tornan amarillo verdoso. El poder obtenido puede incluso superar a la fase 2.
- Super Saiyajin Fase 2: Se logra cuando un individuo que ya controlaba el poder de la fase 1 logra romper sus límites, ya sea por entrenamiento o estrés. La diferencia de poder con la fase 1 se acrecienta, haciendo al individuo más ansioso de combatir. Su cabello se eriza más agudamente y se pone dorado más oscuro, su piel se torna más rojiza y su aura comienza a desprender bioelectricidad en forma de pequeños rayos.
- Super Saiyajin Fase 3: El individuo cuadruplica el poder de la fase 2, con el costo de desgastar sus reservas de energía, lo que causa que esta transformación sea poco estable. El cabello crece considerablemente, las pupilas se oscurecen, la región superior de las órbitas oculares se protruye ocultando las cejas, la piel se torna brillante y la voz un poco más grave, y la bioelectricidad de su aura se hace más notoria. La conducta no sufre cambios.
- Super Saiyajin Fase 4 : Fase creada para la saga Dragon Ball GT y posteriormente adaptada para videojuegos y la serie Super Dragon Ball Heroes, posteriormente redefinida en Dragon Ball Daima. Anteriormente, para obtener esta fase es necesario que el usuario domine el Super Saiyajin y tenga su cola para poder transformarse en Ōzaru. Una vez transformado en ese Ōzaru, su pelaje pasará a ser dorado pero conservando la fisonomía y la agresividad, si el individuo logra serenarse, cambiará a una apariencia humanoide en tamaño, con un pelaje que cubre su cuerpo a excepción de manos, pies, pecho y cara, su cabello se oscurecerá y crecerá alborotadamente. Sus ojos tendrán pupilas negras, iris de un color determinado y párpados rojizos. El color de las iris y el pelaje corporal son variables, dependiendo de cada individuo. En Dragon Ball Daima, se desconoce el como el sujeto controla la fase, y su apariencia es similar a la presentada en Dragon Ball GT, salvo por el color borravino del cabello, ojos y pelaje corporal y la hipertrofia de antebrazos y manos, dando una apariencia mas cercana a la de un mono

### Fase Dios
La Fase Dios, Dios Súper Saiyajin o Super Saiyajin Dios, es una transformación legendaria que usaron saiyajin pacíficos del pasado para combatir a congéneres más salvajes. Se logra mediante un ritual en el que cinco individuos se reúnen en círculo tomados de las manos para ofrecer su energía vital a un sexto, el cual podrá obtener energía divina superior a la que se puede obtener mediante transformaciones por cuenta propia. El sujeto toma una apariencia más jovial, adelgazando, el pelo y los ojos se tornan rojizos y la expresión facial denota calma total.

#### Súper Saiyajin Blue

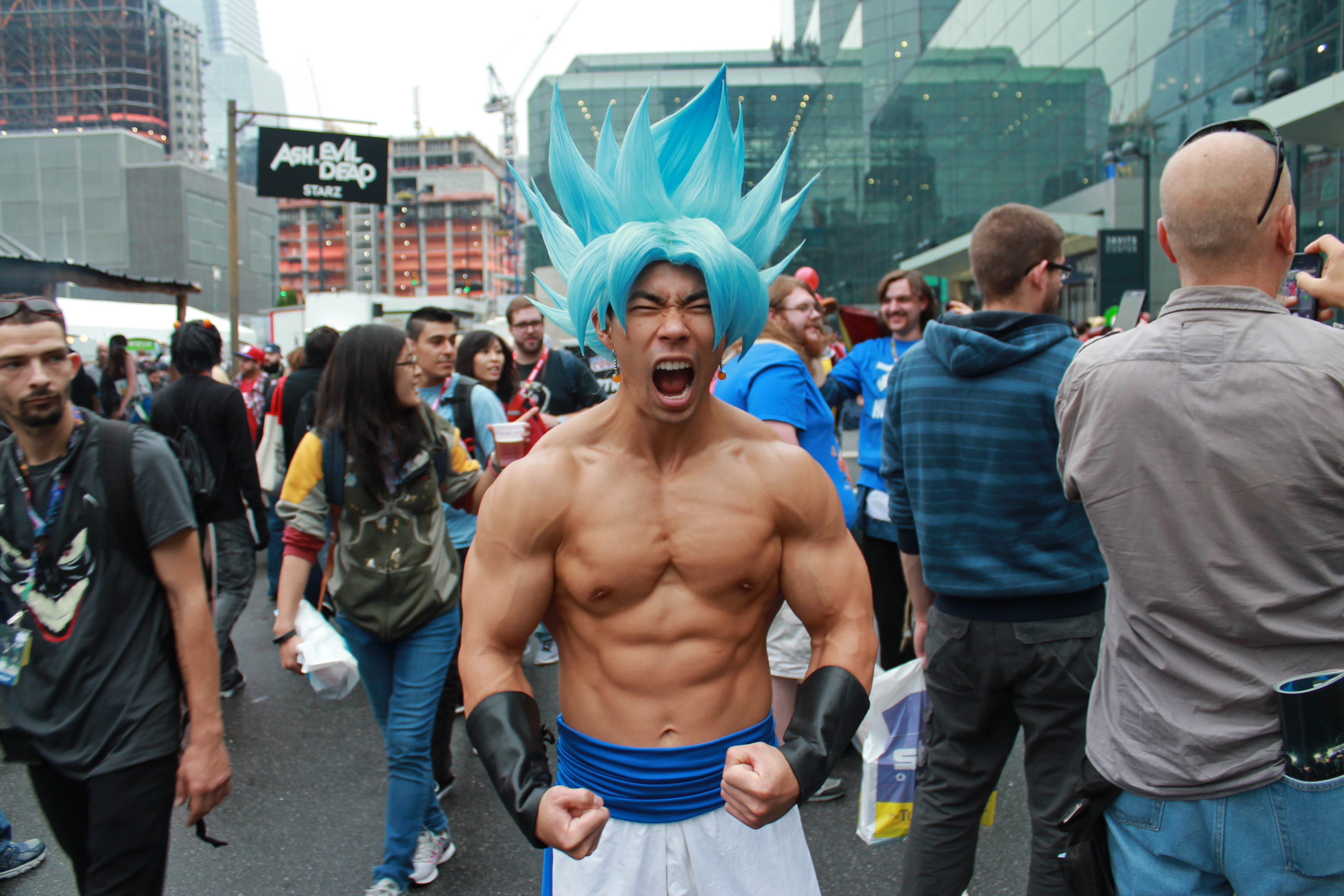
Cosplayer recreando la apariencia de Gogeta en Súper Saiyajin Blue.

También llamado Super Saiyajin de la Fase Dios, o Super Saiyajin Dios Super Saiyajin, es la transformación del individuo en Super Saiyajin mientras está en la Fase Dios, ganando más poder para equilibrar la velocidad de dicha fase. En aspecto, es similar al Super Saiyajin Máximo Poder, difiriendo en el color de ojos, cabello y aura

#### Súper Saiyajin Blue Evolucionado
En esta fase, el usuario logra el control total del Super Saiyajin de la Fase Dios, aprovechando al máximo su poder. Su cuerpo se asemeja al segundo grado del Super Saiyajin Fase 1, solo que oscureciendo el color que heredó de la fase anterior.

### Modo Bestia
El Modo Bestia (ビースト Bīsuto?) es una transformación que supera ampliamente a la del Super Saiyajin y desata todo el poder dormido del usuario. Al ser descubierta por un híbrido saiyajin-humano como Son Gohan, se desconoce si los saiyajin puros pueden lograr esta fase. En apariencia es similar al Super Saiyajin Fase 2, pero con un leve incremento en la cantidad de cabello, el cual se vuelve gris blanquecino macizo al igual que las cejas, mientras que los ojos se tornan rojos. El comportamiento puede volverse agresivo pero manteniendo la cordura.

### Transformaciones no oficiales
Estas fases de los Saiyajin solo aparecen en Spin off de la obra.

#### Super Saiyajin Incompleto
También llamado Super Saiyajin Falso o Semi Super Saiyajin. Solo aparece en la película Chō saiyajin da Son Gokū. El individuo en una explosión de ira toma una apariencia más agresiva y sin control. Su cabello se eriza sin cambiar de color, sus pupilas dejan de ser visibles y se envuelve en un aura dorada al igual que el Super Saiyajin completo.

#### Super Saiyajin Legendario
Esta fase es exclusiva de la película Moetsukiro!! Nessen - Ressen - Chōgekisen, creada para darle razón de ser a la leyenda del Super Saiyajin. El usuario toma la apariencia del tercer grado del Super Saiyajin Fase 1 pero con cabello y aura amarillo verdoso, y musculatura aun más aumentada. Esta apariencia sirvió de base para luego dar origen al Super Saiyajin Fuera de Control.

## Híbridos
Los Saiyajin son compatibles genéticamente con los humanos, lo que posibilita la procreación entre ambas especies. El resultado son los híbridos humano-saiyajin, los cuales pueden incrementar sus poderes más rápido que un saiyajin puro, con la desventaja de que también pueden perder poder fácilmente si no están en entrenamiento o en combates constantes. Los híbridos no necesariamente pueden tener la apariencia de un saiyajin, pudiendo tener cabello oscuro o de otro color o nacer o no con cola. También pueden procrear con otros humanos, sin embargo, los genes saiyajin pueden encontrarse más diluidos.

## Historia
Los Saiyajin son originarios del planeta Sadala, en donde se encontraban dos facciones: los moderados y los salvajes. Los primeros mantuvieron a los segundos a raya gracias a la aparición del primer Super Saiyajin Fase Dios, sin embargo, los salvajes se reorganizaron y los derrotaron, eliminándolos. Por razones desconocidas, los Saiyajin salvajes abandonaron el planeta Sadala y se reestablecieron en otro planeta, llamado Plant, en donde fueron recibidos por la raza predominante en el planeta, los Tsufurujin, seres humanoides de poca habilidad de combate pero con una tecnología avanzada.
Tras un período de convivencia, los Saiyajin liderados por el coronado Rey Vegeta, se rebelaron y cometieron el genocidio de los Tsufurujin, conquistando el planeta y renombrandolo como su rey. Los Saiyajin entonces aprendieron a usar la tecnología Tsufuru y comenzaron a expandirse a otras regiones del universo, dedicándose a la piratería espacial y a la usurpación de planetas, vendiéndolos a cambio de armas y recursos. El cliente más importante fue el autoproclamado emperador del universo, Rey Cold, el cual se atrevió a tomar a los Saiyajin como sus súbditos.
Durante ese tiempo, el Rey Vegeta tuvo a su primer hijo, el Príncipe Vegeta, en el que puso toda su fe para que se convirtiera en el Super Saiyajin de las leyendas y derrote a Cold. Sin embargo, al tiempo que nació el príncipe, había nacido un Saiyajin que superaba claramente al príncipe, se trataba de Broly. Por los celos, el rey desterró a Broly y a su padre, Paragus a un planeta lejano.
Cold abdicó a favor de su hijo, el Príncipe Freezer, quien resultó ser más despiadado que su padre, humillando frecuentemente a los Saiyajin (incluso asesinando al mismísimo Rey Vegeta). Por miedo a la leyenda del Super Saiyajin, y por recomendación del Dios de la Destrucción Bills, Freezer decidió aniquilar a los Saiyajin destruyendo el planeta Vegeta. Del genocidio Saiyajin solo sobrevivieron el grupo del Príncipe Vegeta (en el que se encontraban entre otros, un joven Raditz, el tutor de Vegeta, Nappa y otros dos individuos no identificados), los exiliados Broly y Paragus, Tarble, el segundo hijo del rey y hermano de Vegeta, y Kakarotto, quien momentos antes de la destrucción del planeta fue enviado por sus padres, Bardock y Gine para que evite ser destruido. Bardock aparentemente sobreviviría al ser atrapado por una distorsión temporal enviándolo al pasado, donde derrotó a un ancestro de Cold y Freezer, Chilled, resultando ser el primer Super Saiyajin de la leyenda.
Kakarotto llegó al lejano planeta Tierra, en donde tras sufrir una caída que golpeó fuertemente su cabeza, se volvió un joven pacífico pero amante de las artes marciales, siendo renombrado como Son Goku. Durante su juventud, Goku defendió la Tierra de amenazas terroristas y participó en torneos de artes marciales. Mientras tanto, Vegeta continuó prestando servicio para Freezer junto con Raditz y Nappa.
Después del Nacimiento de su hijo Son Gohan tras casarse con Milk, Goku tuvo que enfrentarse a Raditz (su hermano, primer hijo de Bardock y Gine, el cual vino a reclutarlo para el ejército de Freezer) y con posterioridad al Príncipe Vegeta, y con la ayuda de éste, al mismísimo Freezer, en donde lograría obtener el poder del Super Saiyajin como su padre Bardock.
Vegeta también se establece en la Tierra, y junto a Goku enfrentan a los androides creados por la Red Ribbon (Patrulla Roja, organización terrorista que Goku desmanteló en el pasado), en especial a Cell, un definitivo androide quimera (el cual contenía genes saiyajin), el cual es derrotado por Gohan, a costo de la muerte de Goku.
Los Saiyajin, con la introducción de Son Goten (segundo hijo de Goku) y Trunks (hijo de Vegeta) se enfrentan a Majin Buu, un monstruo creado por la magia de los hechiceros Bibidi y Babidi, con el respaldo de Shin, el Supremo Kaiosama.
Tras la derrota de Majin Buu, Bills despierta de su descanso y viaja a la Tierra para conocer al Super Saiyajin Fase Dios que soñó. Goku, con la ayuda de los otros Saiyajin y de las Dragon Ball, logra la transformación que buscaba el Dios y lo enfrenta, sin embargo, es derrotado y perdonado. Bills quien revela que existen 12 universos, y que el Universo 7 es el que habitan.
Un año después, Freezer es revivido (ya que había sido asesinado junto con su padre por Trunks de un futuro alternativo) y busca venganza contra Goku y los Saiyajin. Goku y Vegeta lo enfrentan con su nueva transformación de Super Saiyajin de la Fase Dios (Super Saiyajin Blue) y Freezer contraataca con su forma Golden, pero es derrotado y eliminado nuevamente por Goku.
Champa, el Dios de la Destrucción del Universo 6 (el homólogo del 7) y hermano de Bills, reta a su hermano a un torneo de artes marciales entre guerreros de sus universos por un deseo de las Super Esferas del Dragón (las originales, de tamaño planetario). Por el universo 7 participan Goku, Vegeta, Piccolo, el Majin Buu Reformado (que se separó del Majin Buu Original) y Monaka (un individuo reclutado por Bills), y por el universo 6 Botamo, Magetta, Kyabe (quien resulta ser un Saiyajin de ese universo), Frost (un homólogo de Freezer) y Hit. El universo 7 venció y como deseo, Bills pidió la restauración de la Tierra del Universo 6. En el proceso, Kyabe informa que los Saiyajin de su universo son pacíficos y que aún habitan en el Planeta Sadala, además de descubrir que él también puede transformarse en Super Saiyajin. Tras el torneo, los Saiyajin conocen a Zen-o-Sama, el Dios de toda la existencia, entablando una amistad con Goku y maravillado por el torneo, quiere organizar otro en un tiempo futuro.
Tiempo después, el Trunks del Futuro que había asesinado por primera vez a Freezer, solicita la ayuda de los Saiyajin del presente para enfrentar una nueva amenaza: Goku Black. Los Saiyajin lo enfrentan a duras penas, enterándose de que en realidad es Zamas, un aspirante a Supremo Kaiosama que en un tiempo alterno asesinó a su mentor Gowas (el Supremo Kaiosama del Universo 10) y al Goku de su época, cambiando de cuerpo con el. Black se alía con el Zamas del Futuro de Trunks, llegando a fusionarse. Los saiyajin combaten a Zamas y lo neutralizan, siendo el Zen-o-Sama del Futuro el que lo elimina.
Zen-o-Sama y el Zen-o-Sama del futuro (quien se quedó con el del presente al borrar el futuro de Trunks) organizan el Torneo de Supervivencia Universal, en el que participan 10 luchadores de 8 universos en una Batalla real. El vencedor puede pedirle un deseo a las Super Esferas del Dragón, mientras que los universos perdedores serían borrados de la existencia. Por el universo 7, los Saiyajin involucrados fueron Goku, Vegeta y Gohan, mientras que para el Universo 6 participaron Kyabe y dos aliadas Saiyajin, Caulifla y Kale. En el proceso, Goku logra dominar el Ultra Instinto, un estado de absoluta relajación mental que incluso es difícil de alcanzar para los dioses. El Universo 7 vence y con el deseo de las Esferas, los universos perdedores son restaurados.
Previo al torneo, la población Saiyajin había aumentado: nacerían Son Pan, la hija de Son Gohan y Videl y primer híbrida femenina, y Bra, la segunda hija de Vegeta y Bulma.
Tiempo después, Paragus y Broly son encontrados por Freezer y éste, para poder cumplir su venganza personal contra Goku y Vegeta, los usa aprovechando el resentimiento de Paragus con la familia Vegeta. Broly se enfrenta a Goku y Vegeta y pierde el control de sus poderes debido a que Freezer había asesinado a Paragus, incluso atacando al mismísimo emperador. Goku y Vegeta controlan a Broly usando la Danza de la Fusión convirtiéndose en Gogeta, y luego el tercero es rescatado por Cheelai y Lemo, dos soldados de Freezer que entablaron amistad con él y se refugiaron en el lejano Planeta Vampa. Goku finalmente logra ganarse la amistad de los tres.
Pasaron los años y la Red Ribbon resurge gracias a los aportes del Dr. Hedo (el nieto del Dr. Gero, creador de los androides), engañado por los líderes de la organización. Tras secuestrar a Pan (como plan de Piccoro para estimular a que Gohan entrene), las creaciones de Hedo, los superhéroes Gamma 1 y 2 enfrentan a Gohan y Piccoro. Pero por un descuido, se libera una amenaza mayor: Cell Max, una segunda versión del Cell original que ni los androides Gamma ni Piccoro (con su nuevo poder: Forma Orange) podían controlar (incluso con la muerte de Gamma 2). Gohan despierta un nuevo poder: el Modo Bestia y elimina a Cell Max.

## Personajes Saiyajin
Este es un esquema de los personajes de raza Saiyajin (Son Goku y Vegeta) que aparecen en el manga y como esta relacionados entre ellos.
|            |            |            |            |            |            |  |  | Gine1                 | Gine1                 | Gine1                 | Gine1                 | Gine1                 | Gine1                 |  |  | Bardock1 | Bardock1 | Bardock1 | Bardock1 | Bardock1 | Bardock1 |  |  |        |        |        |        |        |        |      |      |         |         | Rey Vegeta1 | Rey Vegeta1 | Rey Vegeta1 | Rey Vegeta1 | Rey Vegeta1 | Rey Vegeta1 |          |          |          |          |  |  |        |        | Paragus1a | Paragus1a | Paragus1a | Paragus1a | Paragus1a | Paragus1a |  |  |  |  |        |        |        |        |        |        |  |  |
|            |            |            |            |            |            |  |  | Gine1                 | Gine1                 | Gine1                 | Gine1                 | Gine1                 | Gine1                 |  |  | Bardock1 | Bardock1 | Bardock1 | Bardock1 | Bardock1 | Bardock1 |  |  |        |        |        |        |        |        |      |      |         |         | Rey Vegeta1 | Rey Vegeta1 | Rey Vegeta1 | Rey Vegeta1 | Rey Vegeta1 | Rey Vegeta1 |          |          |          |          |  |  |        |        | Paragus1a | Paragus1a | Paragus1a | Paragus1a | Paragus1a | Paragus1a |  |  |  |  |        |        |        |        |        |        |  |  |
|            |            |            |            |            |            |  |  |                       |                       |                       |                       |                       |                       |  |  |          |          |          |          |          |          |  |  |        |        |        |        |        |        |      |      |         |         |             |             |             |             |             |             |          |          |          |          |  |  |        |        |           |           |           |           |           |           |  |  |  |  |        |        |        |        |        |        |  |  |
|            |            |            |            |            |            |  |  |                       |                       |                       |                       |                       |                       |  |  |          |          |          |          |          |          |  |  |        |        |        |        |        |        |      |      |         |         |             |             |             |             |             |             |          |          |          |          |  |  |        |        |           |           |           |           |           |           |  |  |  |  |        |        |        |        |        |        |  |  |
|            |            |            |            |            |            |  |  |                       |                       |                       |                       |                       |                       |  |  |          |          |          |          |          |          |  |  |        |        |        |        |        |        |      |      |         |         |             |             |             |             |             |             |          |          |          |          |  |  |        |        |           |           |           |           |           |           |  |  |  |  |        |        |        |        |        |        |  |  |
|            |            |            |            |            |            |  |  |                       |                       |                       |                       |                       |                       |  |  |          |          |          |          |          |          |  |  | Bulma2 | Bulma2 | Bulma2 | Bulma2 | Bulma2 | Bulma2 |      |      | Vegeta1 | Vegeta1 | Vegeta1     | Vegeta1     | Vegeta1     | Vegeta1     | Tarble1a    | Tarble1a    | Tarble1a | Tarble1a | Tarble1a | Tarble1a |  |  | Gure5a | Gure5a | Gure5a    | Gure5a    | Gure5a    | Gure5a    |           |           |  |  |  |  | Nappa1 | Nappa1 | Nappa1 | Nappa1 | Nappa1 | Nappa1 |  |  |
|            |            |            |            |            |            |  |  |                       |                       |                       |                       |                       |                       |  |  |          |          |          |          |          |          |  |  | Bulma2 | Bulma2 | Bulma2 | Bulma2 | Bulma2 | Bulma2 |      |      | Vegeta1 | Vegeta1 | Vegeta1     | Vegeta1     | Vegeta1     | Vegeta1     | Tarble1a    | Tarble1a    | Tarble1a | Tarble1a | Tarble1a | Tarble1a |  |  | Gure5a | Gure5a | Gure5a    | Gure5a    | Gure5a    | Gure5a    |           |           |  |  |  |  | Nappa1 | Nappa1 | Nappa1 | Nappa1 | Nappa1 | Nappa1 |  |  |
|            |            |            |            |            |            |  |  |                       |                       |                       |                       |                       |                       |  |  |          |          |          |          |          |          |  |  |        |        |        |        |        |        |      |      |         |         |             |             |             |             |             |             |          |          |          |          |  |  |        |        |           |           |           |           |           |           |  |  |  |  |        |        |        |        |        |        |  |  |
|            |            |            |            |            |            |  |  |                       |                       |                       |                       |                       |                       |  |  |          |          |          |          |          |          |  |  |        |        |        |        |        |        |      |      |         |         |             |             |             |             |             |             |          |          |          |          |  |  |        |        |           |           |           |           |           |           |  |  |  |  |        |        |        |        |        |        |  |  |
| Chi-Chi2   | Chi-Chi2   | Chi-Chi2   | Chi-Chi2   | Chi-Chi2   | Chi-Chi2   |  |  | Kakarotto (Son Gokū)1 | Kakarotto (Son Gokū)1 | Kakarotto (Son Gokū)1 | Kakarotto (Son Gokū)1 | Kakarotto (Son Gokū)1 | Kakarotto (Son Gokū)1 |  |  | Raditz1  | Raditz1  | Raditz1  | Raditz1  | Raditz1  | Raditz1  |  |  |        |        |        |        |        |        |      |      |         |         |             |             |             |             |             |             |          |          |          |          |  |  |        |        | Broly1a   | Broly1a   | Broly1a   | Broly1a   | Broly1a   | Broly1a   |  |  |  |  |        |        |        |        |        |        |  |  |
| Chi-Chi2   | Chi-Chi2   | Chi-Chi2   | Chi-Chi2   | Chi-Chi2   | Chi-Chi2   |  |  | Kakarotto (Son Gokū)1 | Kakarotto (Son Gokū)1 | Kakarotto (Son Gokū)1 | Kakarotto (Son Gokū)1 | Kakarotto (Son Gokū)1 | Kakarotto (Son Gokū)1 |  |  | Raditz1  | Raditz1  | Raditz1  | Raditz1  | Raditz1  | Raditz1  |  |  |        |        |        |        |        |        |      |      |         |         |             |             |             |             |             |             |          |          |          |          |  |  |        |        | Broly1a   | Broly1a   | Broly1a   | Broly1a   | Broly1a   | Broly1a   |  |  |  |  |        |        |        |        |        |        |  |  |
|            |            |            |            |            |            |  |  |                       |                       |                       |                       |                       |                       |  |  |          |          |          |          |          |          |  |  |        |        | Bra3   | Bra3   | Bra3   | Bra3   | Bra3 | Bra3 | Trunks3 | Trunks3 | Trunks3     | Trunks3     | Trunks3     | Trunks3     |             |             |          |          |          |          |  |  |        |        |           |           |           |           |           |           |  |  |  |  |        |        |        |        |        |        |  |  |
|            |            |            |            |            |            |  |  |                       |                       |                       |                       |                       |                       |  |  |          |          |          |          |          |          |  |  |        |        | Bra3   | Bra3   | Bra3   | Bra3   | Bra3 | Bra3 | Trunks3 | Trunks3 | Trunks3     | Trunks3     | Trunks3     | Trunks3     |             |             |          |          |          |          |  |  |        |        |           |           |           |           |           |           |  |  |  |  |        |        |        |        |        |        |  |  |
| Son Goten3 | Son Goten3 | Son Goten3 | Son Goten3 | Son Goten3 | Son Goten3 |  |  | Son Gohan3            | Son Gohan3            | Son Gohan3            | Son Gohan3            | Son Gohan3            | Son Gohan3            |  |  | Videl2   | Videl2   | Videl2   | Videl2   | Videl2   | Videl2   |  |  |        |        |        |        |        |        |      |      |         |         |             |             |             |             |             |             |          |          |          |          |  |  |        |        |           |           |           |           |           |           |  |  |  |  |        |        |        |        |        |        |  |  |
| Son Goten3 | Son Goten3 | Son Goten3 | Son Goten3 | Son Goten3 | Son Goten3 |  |  | Son Gohan3            | Son Gohan3            | Son Gohan3            | Son Gohan3            | Son Gohan3            | Son Gohan3            |  |  | Videl2   | Videl2   | Videl2   | Videl2   | Videl2   | Videl2   |  |  |        |        |        |        |        |        |      |      |         |         |             |             |             |             |             |             |          |          |          |          |  |  |        |        |           |           |           |           |           |           |  |  |  |  |        |        |        |        |        |        |  |  |
|            |            |            |            |            |            |  |  |                       |                       |                       |                       |                       |                       |  |  |          |          |          |          |          |          |  |  |        |        |        |        |        |        |      |      |         |         |             |             |             |             |             |             |          |          |          |          |  |  |        |        |           |           |           |           |           |           |  |  |  |  |        |        |        |        |        |        |  |  |
|            |            |            |            |            |            |  |  |                       |                       |                       |                       | Pan4                  |                       |  |  |          |          |          |          |          |          |  |  |        |        |        |        |        |        |      |      |         |         |             |             |             |             |             |             |          |          |          |          |  |  |        |        |           |           |           |           |           |           |  |  |  |  |        |        |        |        |        |        |  |  |

| 1Saiyajins nacidos en el Planeta Vegeta. | 1Saiyajins nacidos en el Planeta Vegeta. | 1Saiyajins nacidos en el Planeta Vegeta. | 1Saiyajins nacidos en el Planeta Vegeta. | 1Saiyajins nacidos en el Planeta Vegeta. | 1Saiyajins nacidos en el Planeta Vegeta. | 2 Humanos. | 2 Humanos. | 2 Humanos. | 2 Humanos. | 2 Humanos. | 2 Humanos. | 3 Mitad Saiyajin. | 3 Mitad Saiyajin. | 3 Mitad Saiyajin. | 3 Mitad Saiyajin. | 3 Mitad Saiyajin. | 3 Mitad Saiyajin. | 4 Un cuarto de Saiyajin. | 4 Un cuarto de Saiyajin. | 4 Un cuarto de Saiyajin. | 4 Un cuarto de Saiyajin. | 4 Un cuarto de Saiyajin. | 4 Un cuarto de Saiyajin. | 5 Raza extraterrestre. | 5 Raza extraterrestre. | 5 Raza extraterrestre. | 5 Raza extraterrestre. | 5 Raza extraterrestre. | 5 Raza extraterrestre. | a Solo en el anime. | a Solo en el anime. | a Solo en el anime. | a Solo en el anime. | a Solo en el anime. | a Solo en el anime. |

### Saiyajin exclusivos del anime
En el anime aparecen varios Saiyajin más
- Tooma, Selypar, Toteppo, Fasha y Pumbukin; Compañeros de Bardock, aparecen en la película Tatta hitori no saishū kessen. Son asesinados por Dodoria por órdenes de Freezer
- Paragus; Padre de Broly. Sobrevivió a la destrucción del planeta Vegeta gracias a que se pensaba que había sido previamente asesinado.[3] En la película Dragon Ball Super: Broly, Paragus y Broly fueron exiliados del planeta Vegeta por el Rey Vegeta, debido a que Broly había nacido con poderes más grandes que los de su hijo, sobreviviendo así a la destrucción del planeta
- Broly; Super Saiyajin Legendario, Hijo de Paragus. Sobrevivió a la destrucción del planeta Vegeta gracias a que se pensaba que había sido previamente asesinado. Exiliado del planeta Vegeta en Dragon Ball Super: Broly, es entrenado por su padre para vengarse del rey. En ambas películas, Broly sufre un problema psiquiátrico que lo hace perder el control, debido a su enorme poder.

- Turles; Soldado de nivel bajo. Sobrevivió a la purga de Freezer y a la destrucción del planeta Vegeta ya que su paredero era desconocido. Luego de estos hechos se convierte en pirata espacial.
- Tarble; El hermano menor de Vegeta, que se fue de su planeta porque no le gustaba luchar; sale en la OVA Ossu! Kaette kita Son Gokū to nakamatachi!!

## Etimología
La palabra de origen japonés Saiyajin (サイヤ人?), es un gentilicio. Así, la palabra significa habitante de Saiya, oriundo de Saiya o, en un contexto más general, persona Saiya. En cuanto al significado de saiya se trata de un juego de palabras en japonés, cambiando el orden de las sílabas la palabra yasai (野菜 vegetal?) se transforma en saiya. Esto se ve apoyado por el hecho de que los nombres de los Saiyan de raza pura conocidos derivan de la pronunciación japonesa de nombres de vegetales en inglés:
| Nombre    | Japonés                 | Español  | Inglés en japonés          | Inglés        | Significado |
| --------- | ----------------------- | -------- | -------------------------- | ------------- | ----------- |
| Vegeta    | ベジータ (Bejīta)       | Vegeta   | ベジタブル (Bejitaburu)    | Vegetable     | Vegetal     |
| Kakarotto | カカロット (Kakarotto)  | Kakaroto | キャロット (Kyarotto)      | Carrot        | Zanahoria   |
| Raditz    | ラディッツ (Radittsu)   | Raditz   | ラディッシュ (Radisshu)    | Raddish       | Rábano      |
| Nappa     | ナッパ (Nappa)          | Nappa    | 菜っ葉 (Nappa)             | Nappa Cabbage | Col de Napa |
| Bardock   | バーダック (Bādakku)    | Bardock  | バードック (Bādokku)       | Burdock       | Bardana     |
| Touma     | トーマ (Tōma)           | Touma    | トマト (Tomato)            | Tomato        | Tomate      |
| Selypar   | セリパ (Seripa)         | Selypar  | パセリ (Paseri)            | Parsley       | Perejil     |
| Toteppo   | トテッポ (Toteppo)      | Toteppo  | ポテト (Potato)            | Potato        | Patata      |
| Pumbukin  | パンブーキン (Panbūkin) | Pumbukin | パンプキン (Panpukin)      | Pumpkin       | Calabaza    |
| Paragus   | パラガス (Paragasu)     | Paragus  | アスパラガス (Asuparagasu) | Asparagus     | Espárrago   |
| Broly     | ブロリー (Burorī)       | Broly    | ブロッコリー (Burokkorī)   | Broccolly     | Brócoli     |
| Turles    | ターレス (Tāresu)       | Turles   | レタス (Retasu)            | Lettuce       | Lechuga     |
| Onio      | オニオ (Onio)           | Onio     | オニオン (Onion)           | Onion         | Cebolla     |
| Tarble    | ターブル (Tāburu)       | Tarble   | ベジタブル (Bejitaburu)    | Vegetable     | Vegetal     |
| Cabba     | キャベ (Kyabe)          | Cabba    | キャベッジ (Kyabejji)      | Cabbage       | Repollo     |
| Caulifla  | カリフラ (Karifura)     | Caulifla | カリフラワー (Karifurawā)  | Cauliflower   | Coliflor    |
| Kale      | ケール (Kēru)           | Kale     | ケール (Kēru)              | Kale          | Col rizada  |